# Joachim Sutton
Joachim Sutton (15 de maig de 1995) és un esportista danès que competeix en rem.
Va participar en els Jocs Olímpics de Tòquio 2020, obtenint una medalla de bronze en la prova de dos sense timoner (juntament amb Frederic Vystavel).

## Palmarès internacional
| Jocs Olímpics | Jocs Olímpics | Jocs Olímpics | Jocs Olímpics     |
| Any           | Lloc          | Medalla       | Prova             |
| ------------- | ------------- | ------------- | ----------------- |
| 2020          | Tòquio (Japó) | 3             | Dos sense timoner |